# Saint-Michel (Gers)
Saint-Michel – miejscowość i gmina we Francji, w regionie Oksytania, w departamencie Gers.
Według danych na rok 1990 gminę zamieszkiwało 276 osób, a gęstość zaludnienia wynosiła 17 osób/km² (wśród 3020 gmin regionu Midi-Pireneje Saint-Michel plasuje się na 789. miejscu pod względem liczby ludności, natomiast pod względem powierzchni na miejscu 709.).